# Lara Lallemant
Lara Lallemant, née le 6 février 2004 à Versailles, est une coureuse cycliste française. Elle pratique le cyclisme sur piste et sur route. Membre du Collectif France Jeune de la Fédération française de cyclisme, elle intègre dès sa première année espoirs en 2023 le Collectif Elites Endurance.

## Biographie
Sportive depuis son plus jeune âge en commençant par la natation, le cirque puis le tennis, c'est en 2014, à l'âge de 10 ans qu'elle découvre le cyclisme sur piste grâce à la création du Vélodrome de Saint-Quentin-en-Yvelines à côté de chez elle. Elle prend sa première licence en 2015 au CSM Villeneuve-la-Garenne, puis rejoint le club de La Roche-sur-Yon en 2018 et 2019, avant de revenir dans son club formateur.
Elle intègre en 2019 le Pôle France Endurance Juniors, avant d'être sélectionnée en 2021 et 2022 pour les Championnats d'Europe et du monde, lors desquels elle remporte notamment le titre de la poursuite par équipes.
En 2023 pour sa première année espoirs, elle intègre le Collectif National Elites Endurance avec des objectifs internationaux mais également le Vcesqy Team Voussert avec un double projet route et piste. Elle met alors en place une cellule de performance autour d'elle avec la Fédération française de cyclisme. Le Service départemental d'incendie et de secours des Yvelines décide alors de l'accompagner et de l'épauler dans sa démarche.
Début janvier 2024, elle est sélectionnée pour la première fois avec les Elites sur une compétition, les Championnats d'Europe.

## Palmarès sur piste

### Championnats du monde
| Édition / Épreuve       | Poursuite individuelle | Poursuite par équipes                                             |
| Le Caire 2021 (juniors) | 5e                     | Argent (avec Jade Labastugue, Bénédicte Ollier et Flavie Boulais) |
| Tel Aviv 2022 (juniors) | Bronze                 | Or (avec Clémence Chéreau, Aurore Pernollet et Heïdi Gaugain)     |

### Championnats d'Europe
| Édition / Épreuve       | Poursuite individuelle | Poursuite par équipes                                 |
| Anadia 2022 (juniors)   | Bronze                 |                                                       |
| Anadia 2023 (espoirs)   |                        | Argent (avec Gaugain, Pernollet, Marchand et Chéreau) |
| Apeldoorn 2024 (élites) |                        | 7e (avec Copponi, Fortin, Borras et Berteau)          |

### Championnats nationaux
- 2021
  -  Championne de France de vitesse par équipes juniors (avec Lilou Ledeme et Farrah Prudent)
  - 2e de la vitesse juniors
  - 3e de la poursuite juniors
- 2023
  - 2e de la poursuite par équipes (avec Marie Patouillet, Valentine Fortin et Océane Tessier)
- 2024
  -  Championne de France de poursuite par équipes (avec Valentine Fortin, Marie Patouillet et Clara Copponi)
  - 3e de l'américaine (avec Clara Copponi)

### Autres compétitions
- 2023
  - Festival international de Hyères UCI
    - 1re du scratch
    - 1re de l'américaine (avec Aurore Pernollet)
    - 2e de l'élimination

  - Coupe de France Fenioux Lyon UCI
    - 2e de la course aux points

  - Grand Prix de Pologne UCI
    - 3e de l'américaine (avec Clémence Chéreau)

## Palmarès sur route
- 2022
  - 2e de la Classic Féminine de Vienne Nouvelle-Aquitaine